# Міжнародний відділ ЦК КПРС
Міжнародний відділ ЦК КПРС — підрозділ, що розробляв та впроваджував міжнародну політику КПРС та СРСР. Створено 13 червня 1943 року. Керівником відділу був Секретар ЦК КПРС.

## Історія
У період після Жовтневого перевороту й до Другої світової війни зв'язками КПРС з іншими комуністичними партіями, а також діяльністю на кшталт «активних заходів», завідував III Інтернаціонал (Комінтерн).
Міжнародний відділ був фактичним наступником Виконкому Комінтерну після розпуску останнього 1943 року. Він розвивав і підтримував, в тому числі й фінансово, становлення і розвиток комуністичних партій в різних регіонах світу.
До 1957 року Міжнародний відділ завідував відносинами як із урядовими, так і з тими компартіями, що не перебувають при владі, однак після кризи 1956 року (Угорське повстання 1956) відповідальність за зв'язки з урядовими компартіями була передана новоствореному Відділу у зв'язках з комуністичними та робітничими партіями соціалістичних країн, на чолі якого став колишній посол СРСР в Угорщині часів повстання Юрій Андропов.

## Функції
Міжнародний відділ наглядав і координував всі зовнішньополітичні аспекти діяльності МЗС, КДБ, відповідних відділів Міністерства оборони, а також своєрідних «мозкових центрів» — Інституту США і Канади й Інституту світової економіки й міжнародних відносин, надавав допомогу відділу пропаганди й агітації ЦК КПРС та радянській пресі у відомстві різних пропагандистських компаній, керував діяльністю редакції журналу «Проблеми світу й соціалізму».
За деякими даними був фактично окремою від КДБ та ГРУ самостійною міжнародною спецслужбою СРСР.
Міжнародний відділ ніс відповідальність за зв'язок з неурядовими лівими (комуністичними, соціалістичними) партіями за кордоном, прокомуністичними та прорадянськими міжнародними організаціями, рухами опору, товариствами дружби.
Через цю мережу проводився розподіл матеріальної допомоги, а також пропаганда й ідеологічне керівництво в міжнародних питаннях.
Міжнародний відділ відігравав найважливішу роль у плануванні, координуванні й керівництві різними «активними заходами», тобто програм дезінформації та підробок, спрямованих на дискредитацію уявлення про США в інших країнах та підрив американських зовнішньополітичних цілей.
В штаті Міжнародного відділу 1986 року було близько 300 чоловік, які належали до різних географічних та функціональних бюро. Також до роботи у відділі залучались референти й інструктори, які перебували у штаті інших організацій (наприклад, Академії наук СРСР).
Розміщувався Міжнародний відділ у комплексі будівель на Старій Площі, буд. 8/5 у Москві.

### Міжнародне співробітництво
Після розпаду Міжнародної організації Комінтерн роль його наступника виконував Міжнародний відділ ЦК КПРС.
До його складу входили 15 урядових комуністичних партій: 

| Країна                                         | Партія                                  |
| ---------------------------------------------- | --------------------------------------- |
| СРСР                                           | КПРС                                    |
| Соціалістична Федеративна Республіка Югославія | Союз комуністів Югославії               |
| Соціалістична Республіка Румунія               | Румунська комуністична партія           |
| Народна Республіка Болгарія                    | Болгарська комуністична партія          |
| Польська Народна Республіка                    | Польська об'єднана робітнича партія     |
| Німецька Демократична Республіка               | Соціалістична єдина партія Німеччини    |
| Чехословаччина                                 | Комуністична партія Чехословаччини      |
| Угорська Народна Республіка                    | Угорська соціалістична робітнича партія |
| Народна Республіка Албанія                     | Албанська партія праці                  |
| Демократична Республіка Афганістан             | Народно-демократична партія Афганістану |
| Монгольська Народна Республіка                 | Монгольська народна партія              |
| Китайська Народна Республіка                   | Комуністична партія Китаю               |
| Соціалістична Республіка В'єтнам               | Комуністична партія В'єтнаму            |
| Соціалістична Республіка Куба                  | Комуністична партія Куби                |
| Корейська Народно-Демократична Республіка      | Трудова партія Кореї                    |

Неурядові комуністичні партії:
| Країна    | Партія                         |
| --------- | ------------------------------ |
| США       | Комуністична партія США        |
| Канада    | Комуністична партія Канади     |
| Франція   | Французька комуністична партія |
| Італія    | Італійська комуністична партія |
| Ліван     | Ліванська комуністична партія  |
| Японія    | Комуністична партія Японії     |
| Індія     | Комуністична партія Індії      |
| Бангладеш | Комуністична партія Бангладеш  |
| Пакистан  | Комуністична партія Пакистану  |
| Ірак      | Іракська комуністична партія   |

## Колишні назви
- Відділ міжнародної політики ЦК ВКП(б) (13 червня 1943 — 29 грудня 1945)
- Відділ зовнішньої політики ЦК ВКП(б) (29 грудня 1945 — 10 липня 1948)
- Відділ зовнішніх відносин ЦК ВКП(б) (10 липня 1948 — 12 березня 1949)
- Зовнішньополітична комісія ЦК ВКП(б) (12 березня 1949 — 13 жовтня 1952)
- Зовнішньополітична комісія КПРС (13 жовтня 1952 — 27 жовтня 1952)
- Комісія ЦК КПРС у зв'язках з іноземними комуністичними партіями (27 жовтня 1952 — 19 березня 1953)
- Відділ ЦК КПРС у зв'язках з іноземними комуністичними партіями (19 березня 1953 — 21 лютого 1957)
- Міжнародний відділ ЦК КПРС у зв'язках з комуністичними партіями капіталістичних країн (21 лютого 1957 — жовтень 1988)
- Міжнародний відділ ЦК КПРС (з жовтня 1988 до призупинення діяльності КПРС 29 серпня 1991 року)

## Керівники
|                                      |                                                 |                                                 |                                    |
| Георгій Димитров 27 грудня 1943–1945 | Михайло Суслов 13 квітня 1946 — 12 березня 1949 | Ваган Григор'н 12 березня 1949 — 16 квітня 1953 | Михайло Суслов 16 квітня 1953–1954 |
|                                      |                                                 |                                                 |                                    |
| Василь Степанов 1954–1955            | Борис Пономарьов 1955–1986                      | Анатолій Добринін 1986–1988                     | Валентин Фалін 1988–1991           |

## Склад на 1986 рік
За даними Державного департаменту США 1986 року в Міжнародному відділі працювали:

### Перші заступники керівника
- член ЦК КПРС Вадим Загладін,
- член ЦК КПРС Георгій Корнієнко.

### Заступники керівника
- Карен Брутенц[6] — кандидат у члени ЦК КПРС, член президії Товариства сходознавства
- Юрій Зуєв;
- Іван Коваленко — член президії Товариства сходознавства;
- Андрій Урнов;
- Віталій Шапошников — член Всесвітньої ради миру.

### Завідувачі секторами
- Юрій Грядунов (Ірак) — член президії Товариства сходознавства.
- Євген Корендясов (Чорна Африка);
- Михайло Кудачкін (Латинська Америка);
- Петро Куцобін (Індія) — член президії Товариства сходознавства;
- Олексій Легасов;
- Дмитро Лисоволик (США);
- Дмитро Мочалін (ФРН, Австрія) — член Всесвітньої ради миру
- Володимир Перцов (Іспанія);
- Генріх Поляков;
- Борис Пишков (Франція, Португалія);
- Іван Роздорожний (Скандинавія);
- Віктор Рикин;
- Олексій Сенаторов (Японія, Далекий Схід);
- Генріх Смирнов (Італія)[7];
- Віктор Стародубов;
- Володимир Толстиков;
- Юлій Харламов;
- Джавад Шариф (Англія);
- Григорій Шумейко (міжнародні організації)

### Заступники завідувачів секторами
- Євген Денисов (Малі, Ефіопія);
- Сергій Кузьмін (Сирія);
- Володимир Федоров (Скандинавія)